# Thủy điện Nậm Na 2
Thủy điện Nậm Na 2 là công trình thủy điện xây dựng trên dòng nậm Na tại vùng đất xã Huổi Luông huyện Phong Thổ và xã Phìn Hồ huyện Sìn Hồ, tỉnh Lai Châu, Việt Nam.
Thủy điện Nậm Na 2 có công suất lắp máy 66 MW với 3 tổ máy, sản lượng điện hàng năm 254 triệu KWh, khởi công tháng 5/2009, hoàn thành đầu năm 2015 .

## Nậm Na
Nậm Na là một phụ lưu của sông Đà. Sông bắt nguồn từ Vân Nam, Trung Quốc và có tên Meng La He (sông Meng La). Nậm Na chảy vào đất Việt ở bản Pa Nậm Cúm, xã Ma Ly Pho, huyện Phong Thổ, tỉnh Lai Châu  22°35′57″B 103°9′39″Đ / 22,59917°B 103,16083°Đ.
Vào đất Việt nó có đoạn ngắn chảy hướng đông, sau đó chuyển đông nam, tây nam rồi nam. Đến xã Lê Lợi, huyện Nậm Nhùn, Lai Châu thì đổ vào sông Đà.
Các bậc thủy điện trên dòng Nậm Na: 
- Thủy điện Nậm Na 1 có công suất 30 MW, năm 2016 đang ở giai đoạn công trường chuẩn bị, đặt tại bản Nậm Cáy huyện Phong Thổ, Lai Châu 22°35′46″B 103°15′36″Đ / 22,596134°B 103,259937°Đ [7].
- Thủy điện Nậm Na 2 có công suất 66 MW với 3 tổ máy.
- Thủy điện Nậm Na 3 22°17′57″B 103°09′41″Đ / 22,299178°B 103,161471°Đ có công suất lắp máy 84 MW với 3 tổ máy, sản lượng điện hàng năm 361 triệu KWh, khởi công tháng 1/2012, dự kiến hoàn thành cuối năm 2015 [8][9], tuy nhiên tháng 3/2016 chủ đầu tư là Hưng Hải Group còn nêu "dự kiến đưa vào phát điện trong quý II/2016" [6].

Các thủy điện triển khai theo phong cách riêng mình đã làm giao thông trở nên "khốn khổ" .